# Pavol Blažek
Pavol Blažek (Trnava, 9 luglio 1958) è un ex marciatore slovacco, fino al 1993 cecoslovacco.

## Palmarès
| Anno | Manifestazione  | Sede       | Evento       | Risultato | Prestazione | Note |
| ---- | --------------- | ---------- | ------------ | --------- | ----------- | ---- |
| 1980 | Giochi olimpici | Mosca      | marcia 20 km | 20º       | 1h35'31"    |      |
| 1980 | Giochi olimpici | Mosca      | marcia 50 km | 10º       | 4h16'26"    |      |
| 1982 | Europei         | Atene      | marcia 20 km | Bronzo    | 1h26'13"    |      |
| 1982 | Europei         | Atene      | marcia 50 km | dnf       |             |      |
| 1983 | Mondiali        | Helsinki   | marcia 20 km | 6º        | 1h21'54"    |      |
| 1983 | Mondiali        | Helsinki   | marcia 50 km | 17º       | 4h06'49"    |      |
| 1986 | Europei         | Stoccarda  | marcia 20 km | 6º        | 1h23'26"    |      |
| 1987 | Mondiali        | Roma       | marcia 20 km | 11º       | 1h24'37"    |      |
| 1987 | Mondiali        | Roma       | marcia 50 km | 18º       | 3h58'43"    |      |
| 1988 | Europei indoor  | Budapest   | marcia 5 km  | 9º        | 19'03"82    |      |
| 1988 | Giochi olimpici | Seul       | marcia 20 km | 15º       | 1h22'39"    |      |
| 1988 | Giochi olimpici | Seul       | marcia 50 km | 12º       | 3h47'31"    |      |
| 1989 | Mondiali indoor | Budapest   | marcia 5 km  | 6º        | 18'41"34    |      |
| 1990 | Europei indoor  | Glasgow    | marcia 5 km  | 4º        | 19'15"78    |      |
| 1990 | Europei         | Spalato    | marcia 20 km | Oro       | 1h22'05"    |      |
| 1991 | Mondiali        | Tokyo      | marcia 20 km | 17º       | 1h22'34"    |      |
| 1992 | Giochi olimpici | Barcellona | marcia 20 km | 17º       | 1h29'23"    |      |
| 1992 | Giochi olimpici | Barcellona | marcia 50 km | 29º       | 4h22'33"    |      |
| 1993 | Mondiali        | Stoccarda  | marcia 20 km | 15º       | 1h25'31"    |      |
| 1994 | Europei indoor  | Parigi     | marcia 5 km  | 6º        | 19'14"00    |      |
| 1994 | Europei         | Helsinki   | marcia 50 km | 9º        | 3h49'44"    |      |
| 1995 | Mondiali        | Göteborg   | marcia 50 km | 17º       | 4h03'45"    |      |
| 1996 | Giochi olimpici | Atlanta    | marcia 20 km | 46º       | 1h29'41"    |      |